# 서재필언론문화상
서재필언론문화상은 우리나라 최초의 민간지인 독립신문을 창간한 언론인 서재필 선생을 기리기 위해 2011년 4월 재단법인 서재필기념회와 한국언론진흥재단에 의해 제정,수여되는 상이다.  한국신문협회·한국방송협회·한국신문방송편집인협회가 후원하며 신문의 날(4월7일)을 전후하여 정해진 신문주간에 맞추어 시상되고 있다.

## 역대수상작
| 연도       | 수상자                                                     |                                                                                                |
| ---------- | ---------------------------------------------------------- | ---------------------------------------------------------------------------------------------- |
| 2011년 1회 | 구수환 KBS PD                                              | KBS스페셜 수단의 슈바이처 이태석 신부, 〈울지마 톤즈〉                                         |
| 2012년 2회 | 류근일                                                     | 조선일보 류근일 칼럼                                                                           |
| 2013년 3회 | 이만갑 채널A PD                                            | 채널A 〈이제 만나러 갑니다〉.                                                                  |
| 2014년 4회 | 조선일보 특별취재팀                                        | 조선일보 탐사추적보도 "채동욱 검찰총장 혼외아들"                                               |
| 2015년 5회 | 정은진                                                     | 중동 아프리카의 여러 나라와 아프가니스탄 등 국제분쟁 현장에서 활동한 포토저널리스트            |
| 2016년 6회 | 동아일보 허문명 논설위원(전 국제부장) 등 국제부 특별취재팀 | 2015년 6∼12월 ‘수교 50년, 교류 2000년 한일, 새로운 이웃을 향해’ 시리즈 43회 보도               |
| 2017년 7회 | 전남일보 공프로젝트팀                                      | 매월 1명씩 공익적인 주제에 맞는 인물을 선정해 맨뒷면 전면광고에 소개하는 공공캠페인 3년째 진행 |

2018년(8회)   송평인 동아일보 논설위원
2019년(9회)   김경훈 로이터통신 사진기자
2020년(10회)  박종인 조선일보 선임기자
2021년(11회) sbs 그것이 알고싶다 - 정인이 사건 2부작
2023년(12회) 이충재 언론인(전 한국일보 기자, 편집국장, 주필)

## 같이 보기
- 서재필
- 서재필의학상
- 서재필기념회
- 한국언론진흥재단
- 한국신문협회
- 한국방송협회
- 한국신문방송편집인협회
- 류근일